# Osman El-Sayed
Muhammad Osman El-Sayed (arabisch محمد عثمان السيد, DMG Muḥammad ʿUṯmān as-Sayyid; * 28. Februar 1930 in Alexandria; † 21. April 2013) war ein ägyptischer Ringer.

## Karriere
Osman El-Sayed gewann bei den Mittelmeerspielen 1955 in Barcelona die Silber- und 1959 in Beirut die Bronzemedaille. Bei den Olympischen Spielen 1960 in Rom trat er im Fliegengewicht an und gewann die Silbermedaille.